# Saint-Martin-de-Fressengeas
Saint-Martin-de-Fressengeas är en kommun i departementet Dordogne i regionen Nouvelle-Aquitaine i sydvästra Frankrike. Kommunen ligger i kantonen Thiviers som tillhör arrondissementet Nontron. År 2022 hade Saint-Martin-de-Fressengeas 362 invånare.

## Befolkningsutveckling
Antalet invånare i kommunen Saint-Martin-de-Fressengeas
Referens:INSEE